# Sânpaul, Cluj
Sânpaul là một xã thuộc hạt Cluj, România. Dân số thời điểm năm 2002 là 2560 người.